# Chiesa di San Giuseppe (Pellegrino Parmense)
La chiesa di San Giuseppe è un luogo di culto cattolico dalle forme neoromaniche, situato in piazza Lorenzo Berzieri a Pellegrino Parmense, in provincia di Parma e diocesi di Fidenza; è sede di una parrocchia compresa nel vicariato di Salsomaggiore Terme.

## Storia
La chiesa fu costruita a partire dal 1914 per sostituire il piccolo luogo di culto seicentesco, sede parrocchiale dal 1836; progettata in stile neoromanico dall'architetto Tancredi Venturini, fu completata nel 1927.

## Descrizione

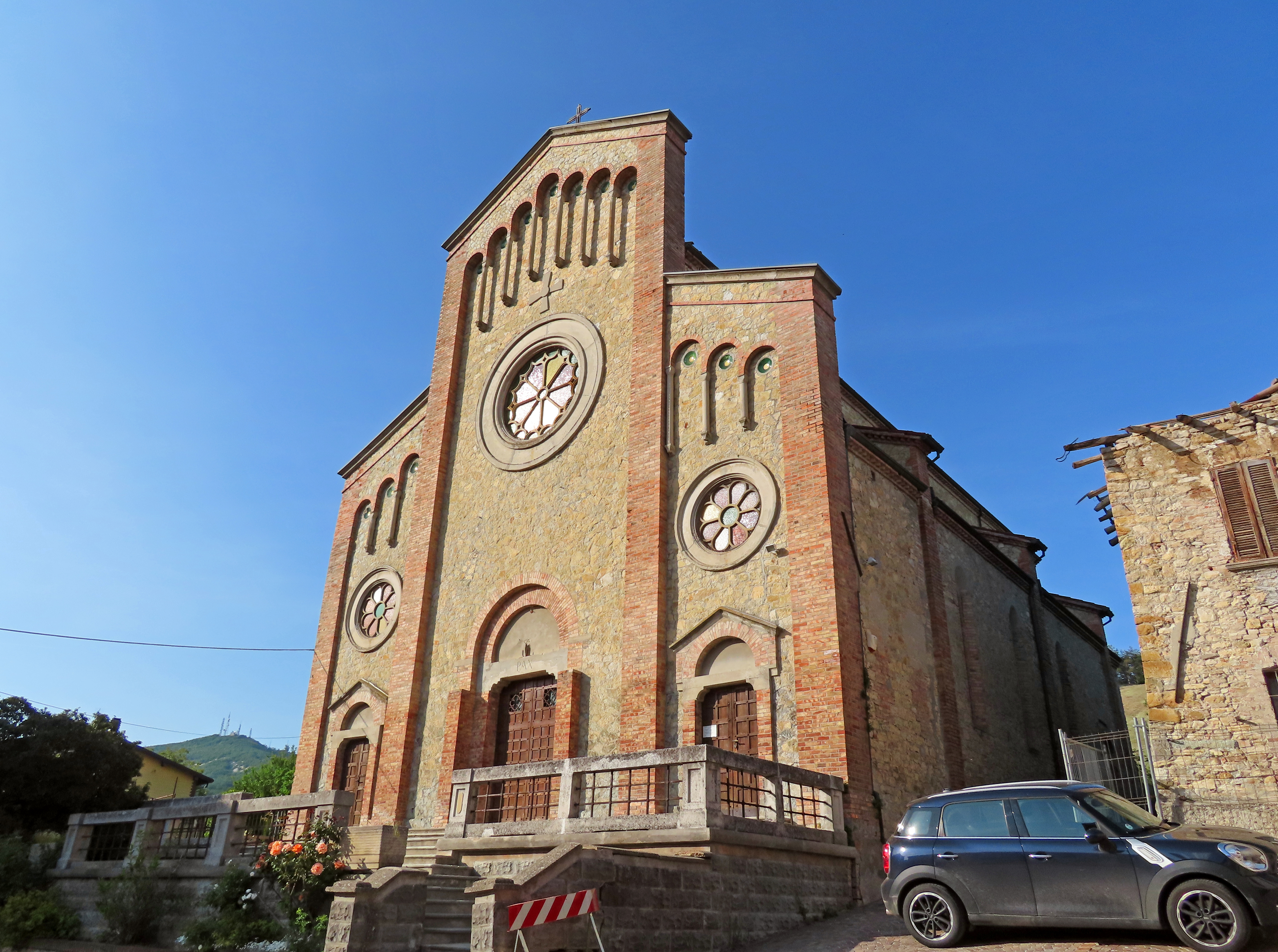
Facciata e lato sud-est

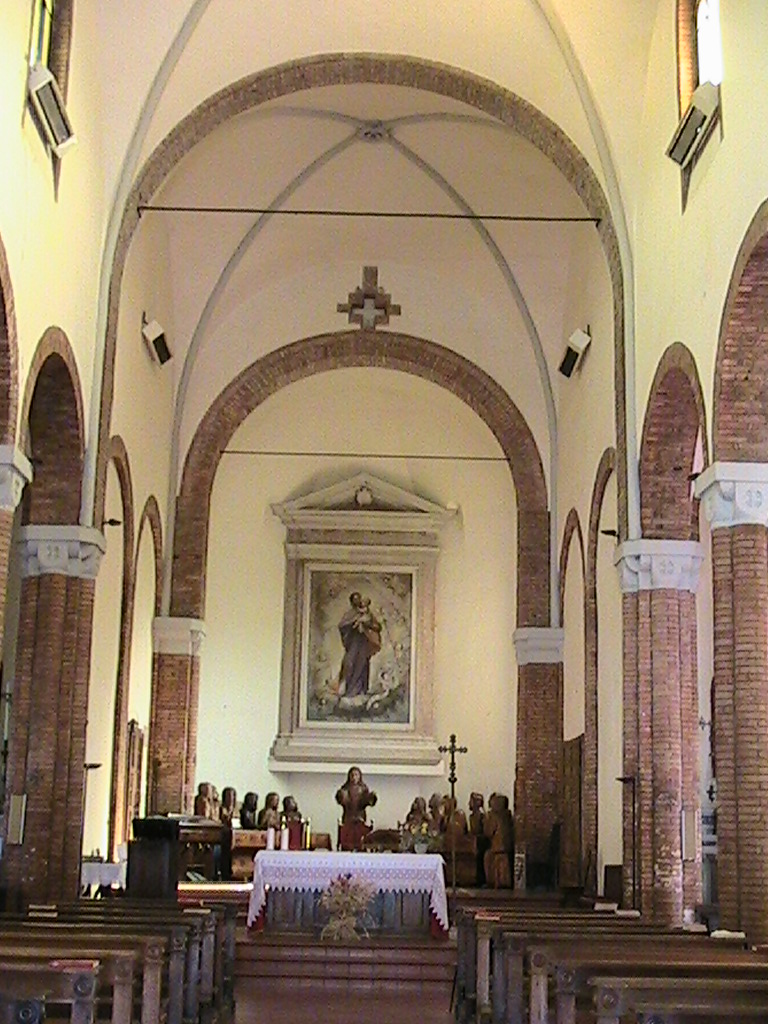
Navata centrale

La chiesa si sviluppa su un impianto basilicale a tre navate, con ingresso a ovest e presbiterio absidato a est.
La simmetrica facciata a salienti, rivestita in pietra, è preceduta da un ampio sagrato e da una scalinata a rampe contrapposte, che abbraccia il monumento ai Caduti di Pellegrino Parmense; il prospetto è scandito verticalmente in tre parti da quattro lesene in laterizio; al centro è collocato l'ampio portale d'ingresso principale strombato, affiancato da due piedritti e due lesene in mattoni a sostegno di una doppia arcata a tutto sesto di coronamento; in sommità si trova un grande rosone delimitato da una cornice in pietra e sormontato da una croce greca in rilievo; a coronamento si sviluppa sotto gli spioventi del tetto una fascia ad archetti pensili retti da colonnine su peducci. Ai lati si aprono in corrispondenza delle navate laterali i due portali d'accesso secondari, affiancati da piedritti in laterizio a sostegno di architravi in pietra, su cui si stagliano due lunette coronate da cuspidi; più in alto sono collocati due grandi rosoni delimitati da cornici, mentre in sommità si elevano tre colonnine su peducci a sostegno dei tre archetti pensili di coronamento.
I fianchi sono scanditi da contrafforti e illuminati da alte monofore strombate ad arco a tutto sesto, aperte sulle navate laterali; dalla navata centrale si affacciano in sommità grandi trifore ad arco a tutto sesto.
All'interno la navata centrale, coperta da volte a crociera con costoloni in pietra, è separata dalle laterali attraverso una serie di arcate a tutto sesto in mattoni, rette da pilastri a fascio coronati da capitelli a cubo scantonato in pietra.
Il presbiterio, lievemente sopraelevato, è preceduto da un ampio arco trionfale a tutto sesto in mattoni; sul fondo si allunga l'abside poligonale, chiusa superiormente da un catino suddiviso in spicchi a vela; al centro si staglia, all'interno di una cornice sormontata da un frontone triangolare in pietra, la pala d'altare raffigurante San Giuseppe. Alla base è collocata la grande opera scultorea lignea dell'Ultima Cena, realizzata a grandezza naturale dall'artista novecentesco Walter Benecchi.